# Paramount Fine Foods Centre
Das Paramount Fine Foods Centre ist eine Mehrzweckhalle in der kanadischen Großstadt Mississauga, Provinz Ontario. Der Eigentümer der Anlage ist die Stadt Mississauga. Das Fassungsvermögen der Halle liegt, je nach Veranstaltung, zwischen 5.400 und 7.000 Besuchern.

## Sport- und Veranstaltungskomplex
Der gesamte Komplex setzt sich aus verschiedenen Hallen und Feldern zusammen.
- Eine kleine Veranstaltungshalle;
- Eine große Veranstaltungshalle;
- Drei Eishockeyfelder;
- Ein Hallen-Fußballfeld;
- Ein Fußballplatz

## Galerie

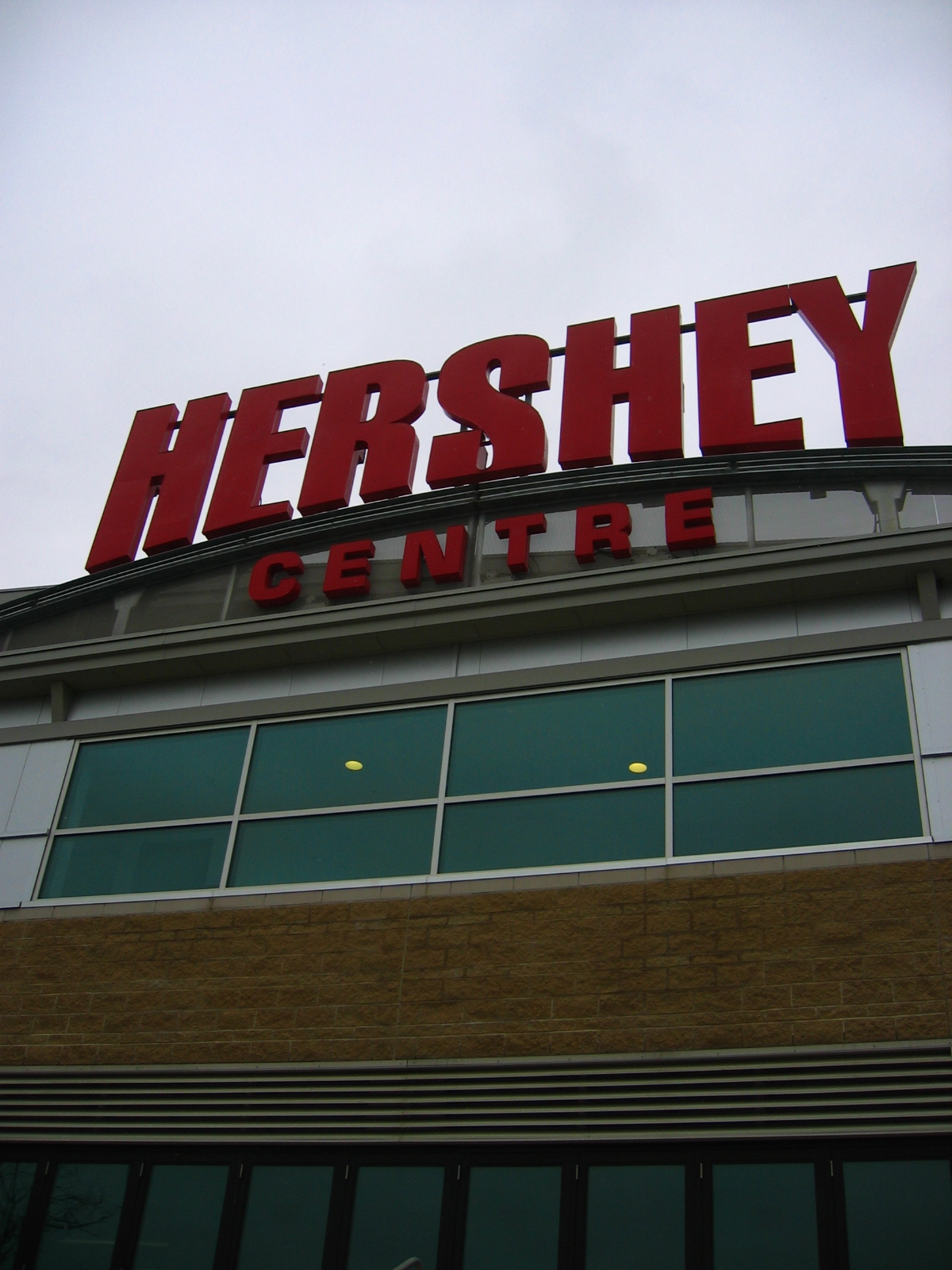
Der alte Namenszug der Halle (2006)
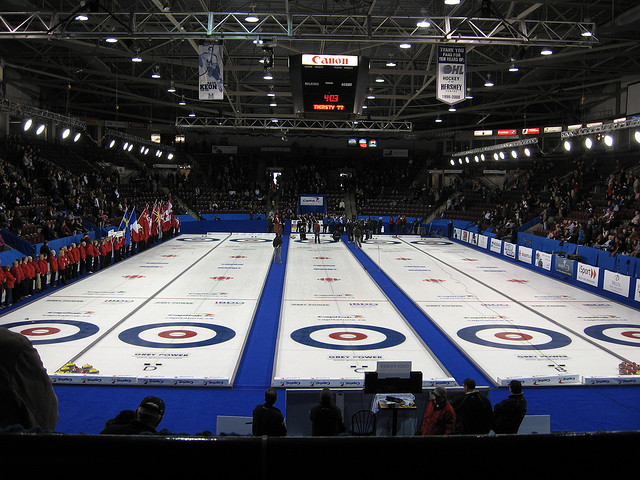
Curling im Paramount Fine Foods Centre (2009)
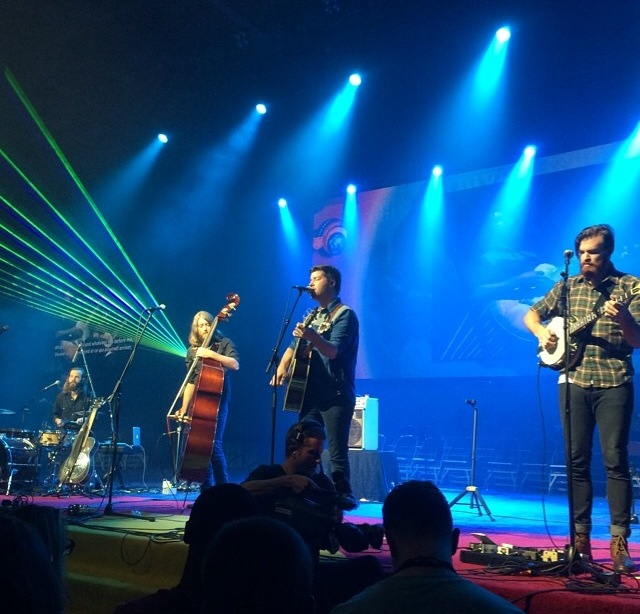
Konzert von Tim Neufeld & The Glory Boys im Juni 2014
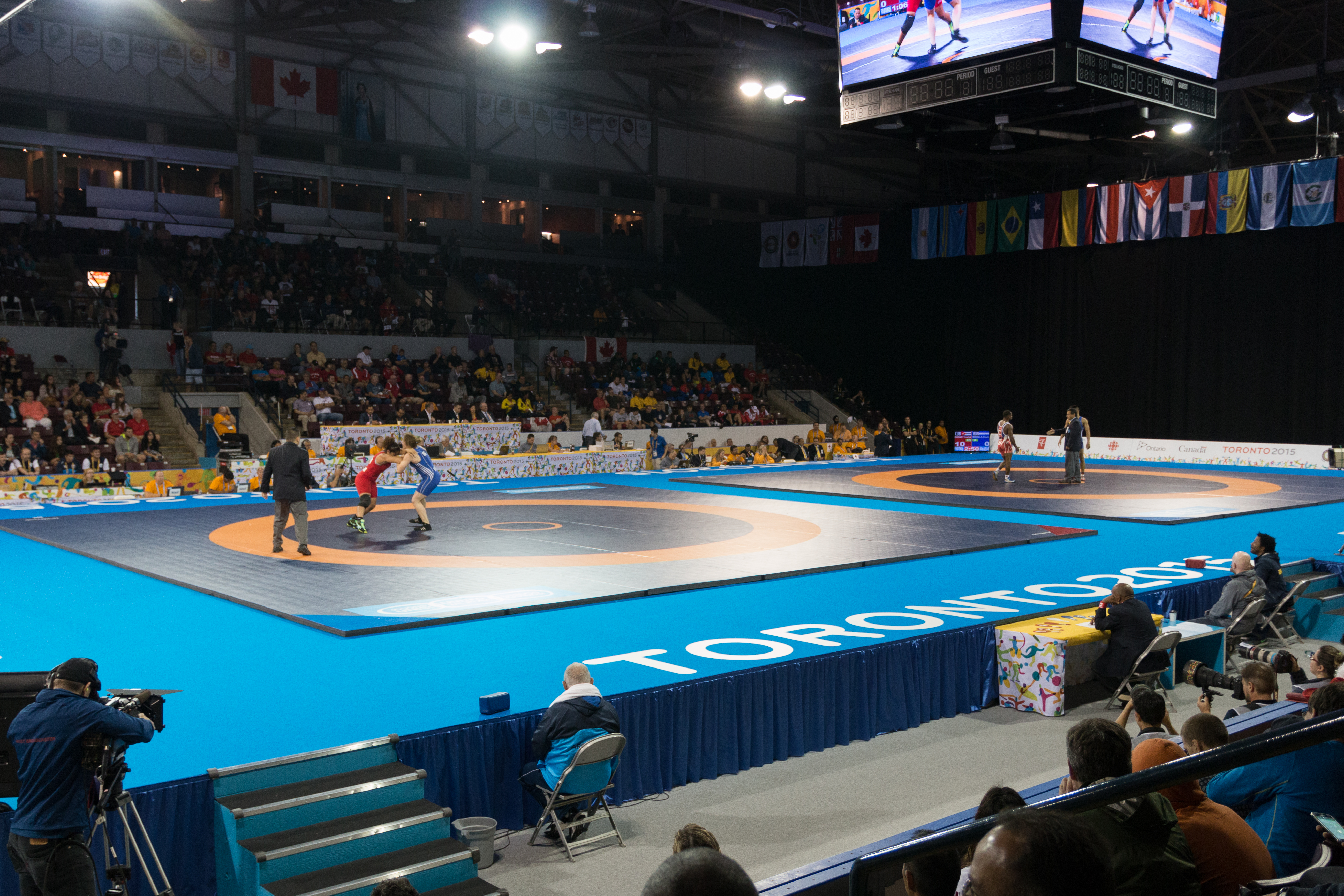
Ringen in der Halle bei den Panamerikanischen Spielen 2015
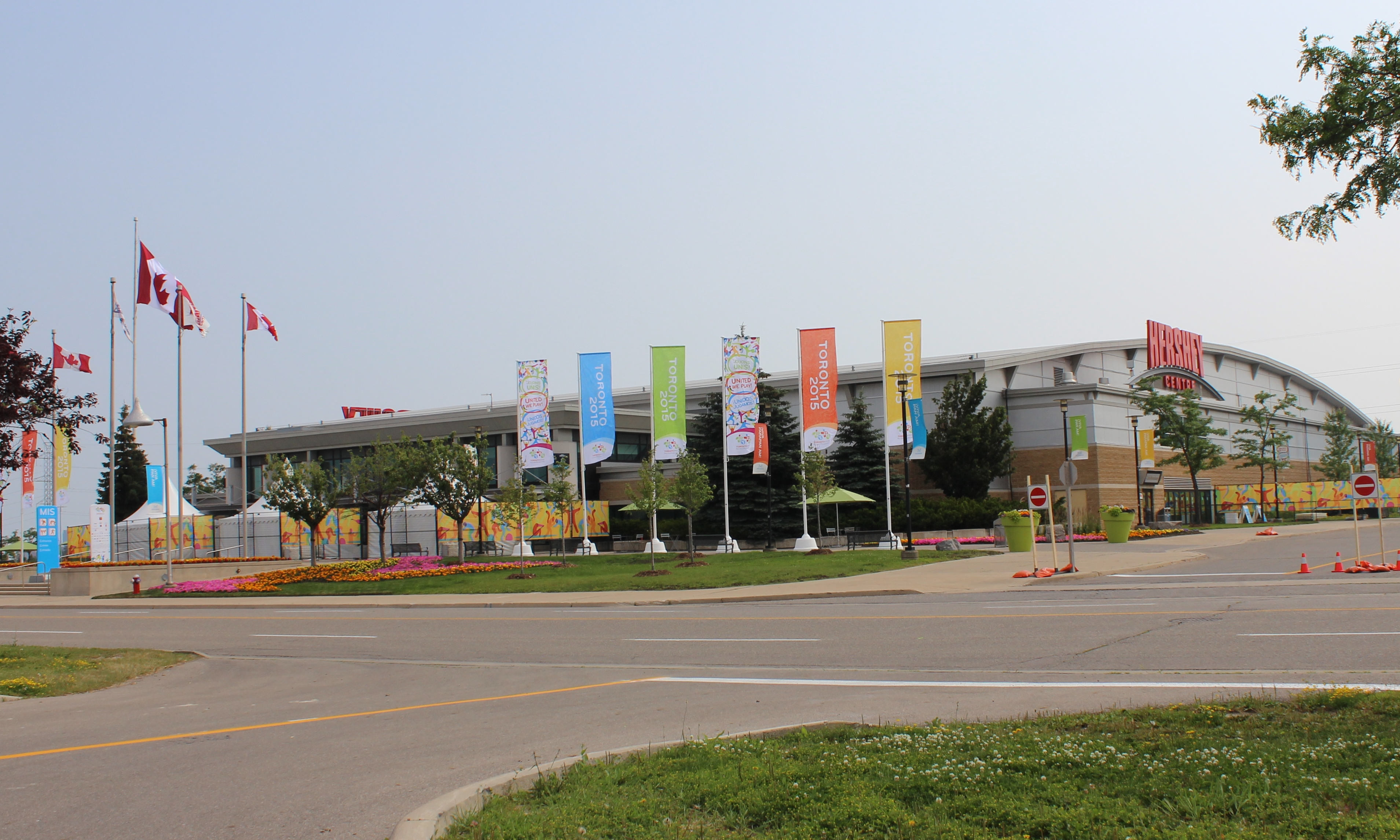
Eingang während der Panamerikanischen Spielen 2015